# Žamagirk’
Žamagirk’ heißt das liturgische Buch für die Feier der Stunden (Tagzeiten) im Armenischen Ritus. Es entspricht in etwa dem Horologion der griechischen und dem Stundenbuch der lateinischen Liturgien.
Eines der ältesten bekannten Exemplare ist die Handschrift in der Biblioteca della Congregazione armena mechitarista, Isola di San Lazzaro degli Armeni, Cod. 629 (olim 677) vom Jahre 1284.
Die heutigen Druckausgaben gehen auf eine 1642 in Neu-Julfa, dem armenischen Stadtteil von Isfahan (Iran), aufgelegte Edition zurück.

## Ausgaben
- Breviarium Armenium sive dispositio communium Armeniacae Ecclesiae precum .. Nun primum in Latinam lingua translatum. Venetiis. In Insula Sancti Lazzari 1908. (Armenisches Horologion, lateinisch)
- Frederick Cornwallis Conybeare: Rituale Armenorum, being the administration of the sacraments and the breviary rites of the Armenian church. Clarendon Press, Oxford 1905, 443–488 (englische Übersetzung nach Handschriften des 15./16. Jahrhunderts)
- The Book of Hours or The Order of Common Prayers at the Armenian Apostolic Orthodox Church. Matins, Prime, Vespers and Occasional Offices. Ouzoonian House. Evanston, Ill. 1964.